# نيد فور سبيد: كاربون
نيد فور سبيد: كاربون (بالإنجليزية: Need for Speed: Carbon)‏ يختصر:NFS Carbon و NFSC ، أنتجت من قبل شركة إلكترونيك آرتس سنة 2006 ، وهي من نوع سباق السيارات ، وتعمل لعدة أنظمة ألعاب فيديو ، وهي:
- جيم كيوب
- ويندوز
- ماك أو إس 10
- بلاي ستيشن 2
- بلاي ستيشن 3
- وي
- إكس بوكس 360

## وصلات خارجية
- نيد فور سبيد: كاربون على موقع IMDb (الإنجليزية)